# L’éclair
L’éclair (deutsch: Der Blitz) ist eine dreiaktige Oper des Komponisten Fromental Halévy. Das Libretto schuf Jules-Henri Vernoy de Saint-Georges zusammen mit Eugène de Planard. Ihre Uraufführung erlebte diese Oper am 16. Dezember 1835 an der Opéra-Comique in Paris. 
Bereits kurz nach der Premiere übersetzte Friedrich Genée das Libretto, und am 3. August 1836 kam das Werk in Berlin zur Aufführung. Auch Friederike Ellmenreich übersetzte dieses Stück; diese Version war dann im darauffolgenden Jahr in München zu sehen. 1922 bearbeitete Wilhelm Kleefeld dieses Werk, und es kam noch im selben Jahr unter dem Titel Der Schicksalstag in Halle an der Saale ins Theater. 

## Handlung

### Erster Akt
Salon in Henriettes Landhaus
Henriette ist von der ländlichen Idylle begeistert und lebt gerne in Abgeschiedenheit. Ihre Schwester, Mme Darbel, lehnt dies ab und sehnt sich zurück in die Stadt; vor allem das gesellschaftliche Leben fehlt ihr. Es erscheint ihr Cousin George aus Großbritannien und teilt den beiden Schwestern mit, dass deren Erbonkel vor kurzem verstorben ist. Dieser Onkel hat allen dreien sein gesamtes Vermögen vermacht – unter der Bedingung, dass George binnen drei Wochen eine der beiden Schwestern heiratet (Terzett: „Ich berief vor Englands Küsten“). 
Die beiden Schwestern ziehen sich ob dieser Nachricht erschüttert zurück. George sitzt alleine im Salon und schläft ein. Als ein plötzliches Gewitter ihn weckt, erscheinen Henriette und Lionel. Dieser wurde soeben von Henriette gerettet, als ein Blitz sein kleines Ruderboot traf und es versenkte. Durch das gleißende Licht des Blitzes wurde Lionel auch geblendet.

### Zweiter Akt
Wintergarten in Henriettes Landhaus, drei Monate später
Mme Darbel (Arie: „Ja, eben traf ich ein“) wird von ihren Verwandten Henriette und George begrüßt. Da tritt Lionel hinzu – er wähnt sich allein und beklagt sein Leid (Quartett: „Nur leise, nur still, er erscheint!“). Henriette, die sich inzwischen in Lionel verliebt hat, wendet sich ihm zu, und die beiden singen das Duett „Ach wie mein Herz Wonne durchbebt“. 
Lionel muss zur ärztlichen Behandlung in die Stadt, und wie durch ein Wunder kommt er sehend wieder zurück. Er will sich für seine Rettung und Heilung bedanken und hält Mme Darbel für seine Geliebte. Henriette hört dies mit Trauer und flieht in ihrem Gram nach Boston.

### Dritter Akt
Salon in Henriettes Landhaus, sechs Wochen später
Endlich bemerkt Lionel seinen Irrtum (Arie „Als noch die Nacht mit dichtem Schleier“). Endlich kehrt Henriette aus Boston zurück, und das ganze Missverständnis kann aufgeklärt werden. Henriette verzeiht Lionel und gesteht auch ihm ihre Liebe. Gleichzeitig nimmt Mme Darbel den Antrag ihres Cousins George an. Unter Jubel über den glücklichen Ausgang fällt der Vorhang.